# Piñel de Arriba
Piñel de Arriba es un municipio de España, en la provincia de Valladolid, comunidad autónoma de Castilla y León. Tiene una superficie de 23,12 km² con una población de 137 habitantes y una densidad de 5,93 hab/km². Pertenece a la comarca de Campo de Peñafiel.

## Demografía

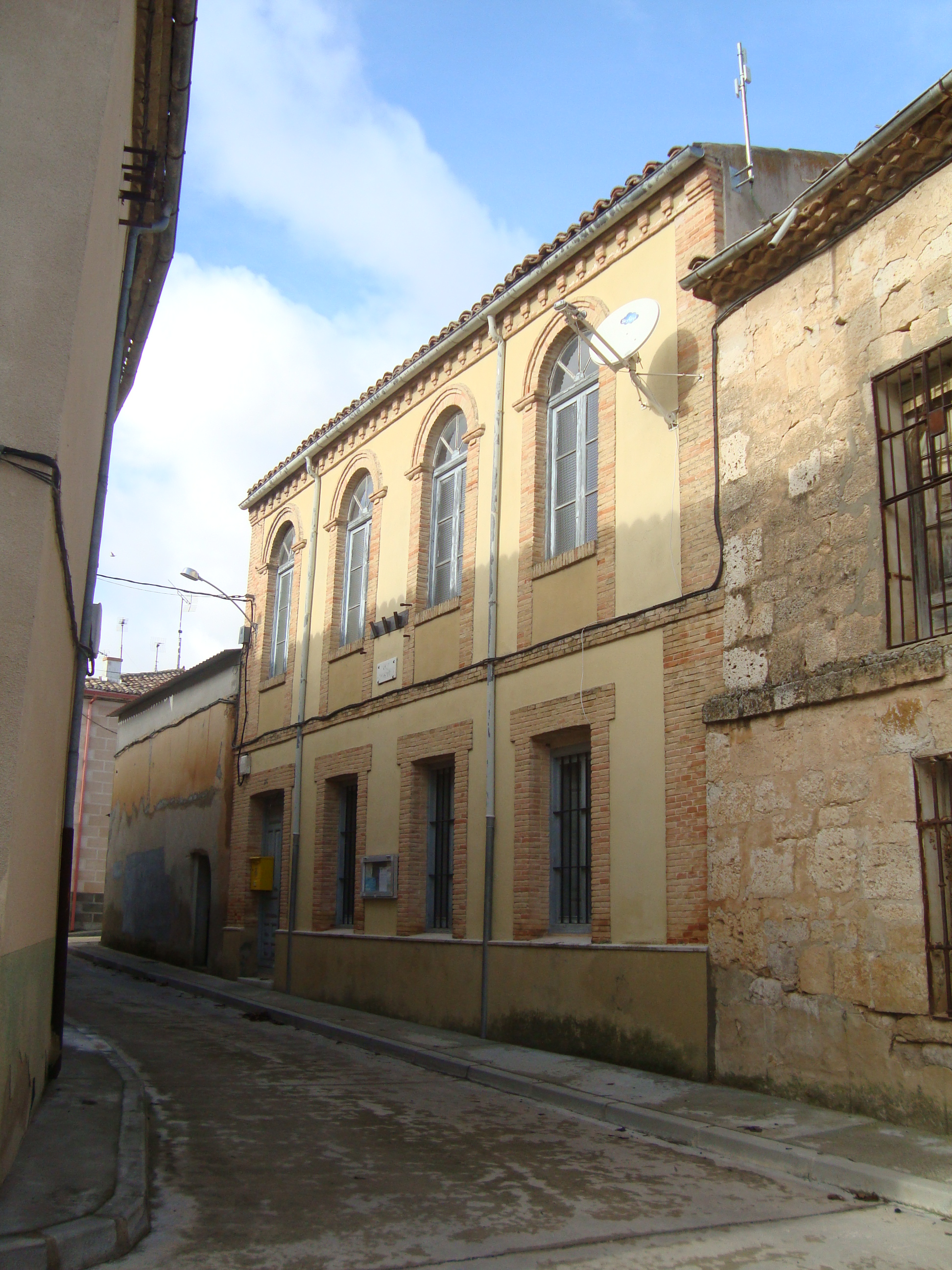
Casa consistorial

Cuenta con una población de 88 habitantes (INE 2024).

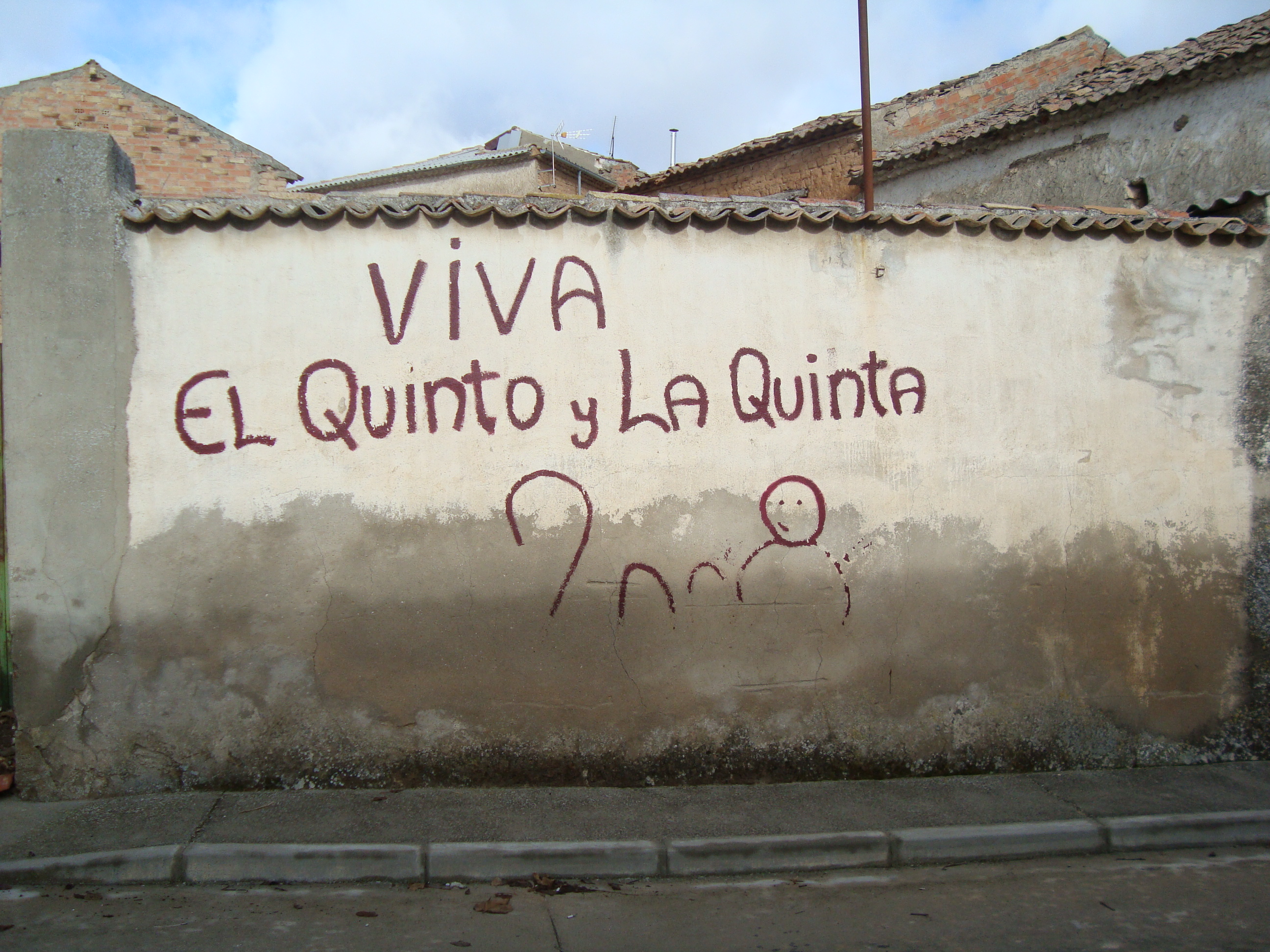
Pintada de los quintos del pueblo de 2008, en la que se hace humorada del declive demográfico, común a todas las pequeñas poblaciones de Castilla

| Gráfica de evolución demográfica de Piñel de Arriba entre 1842 y 2021                                                 |
| |
| Población de derecho según los censos de población del INE. Población de hecho según los censos de población del INE. |

## Cultura

### Patrimonio

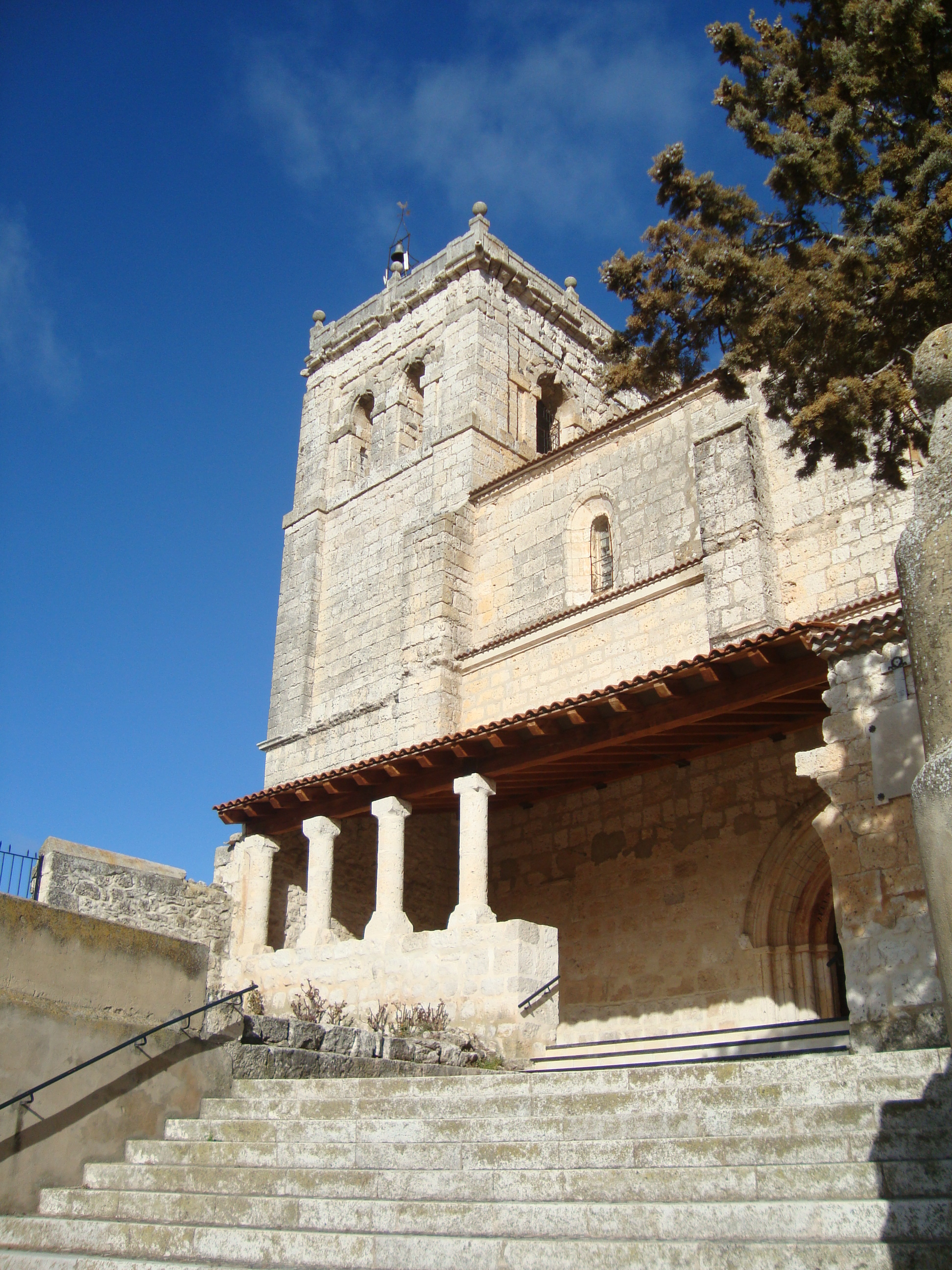
San Juan Ante Portam Latinam

Como monumentos históricos el municipio cuenta con su iglesia parroquial dedicada a San Juan Ante Portam Latinam, del siglo XVI y estilo gótico, y la ermita del Cristo de las Eras del siglo XII, que guarda en su interior una talla de estilo románico.
Además cuenta con fuentes rurales típicas como son la llamada Fuente Vieja y la Fuente de Ontalvilla.

### Festividades
Las fiestas patronales (Virgen del Rosario) se celebran el 25 de agosto. Además el 6 de mayo se celebra la festividad de San Juan ante Portam Latinam (que da nombre a la iglesia principal) y el 14 de septiembre la del Cristo de las Eras (que da nombre a la ermita)